# Бачинський Ігор Володимирович
І́гор Володи́мирович Бачи́нський (30 листопада 1983 — 25 лютого 2014, Київ, Україна) — учасник Революції гідності, захисник Євромайдану. Один із Небесної сотні. Герой України.

## Життєпис
Ігор Бачинський проживав у місті Боярці Київської області. Батьки — вихідці з Вінницької області. Був круглим сиротою, залишилися тільки бабуся та дідусь у Боярці.
18 лютого 2014 року під час протистоянь з бійцями «Беркута» зазнав важких травм внаслідок вибуху гранати. Помер 25 лютого 2014 року. Причиною смерті записали просто хворобу.
Похований 27 лютого 2014 року в с. Перевіз Васильківського району Київської області.

## Нагороди
- Звання Герой України з удостоєнням ордена «Золота Зірка» (21 листопада 2014, посмертно) — за громадянську мужність, патріотизм, героїчне відстоювання конституційних засад демократії, прав і свобод людини, самовіддане служіння Українському народу, виявлені під час Революції гідності[3]
- Медаль «За жертовність і любов до України» (УПЦ КП, червень 2015) (посмертно)[4]